# Uhh Ahh
«Uhh Ahh» — песня R&B группы Boyz II Men, написанная Michael Bivins, Nathan Morris и Wanya Morris..
Песня была издана в качестве третьего сингла с их дебютного альбома Cooleyhighharmony в 1991 году в Соединенных Штатах Америки.
«Uhh Ahh» стала очередным успехом группы, заняв 7 марта 1992 года своё высшее 16 место в чарте Billboard Hot 100, хотя это был первый сингл, которому не удалось попасть в десятку лучших песен этого же чарта. Однако, песня получила большой успех в другом чарте — первое место в Billboard Hot R&B/Hip-Hop Singles & Tracks, став второй песней группы, которой удалось возглавить данный чарт. Сингл занял 19 место в чарте Hot 100 Airplay и 14 место в Hot 100 Singles Sales на той же неделе что и с 16 местом в чарте Hot 100.

## Список композиций
US Single
- A1 Uhh Ahh (Remix Version)
- A2 Uhh Ahh (Sequel Version W/French Girl)
- A3 It’s So Hard To Say Goodbye To Yesterday (Dedication Version)
- B1 Acappella (Sequel Version W/French Girl)
- B2 Acappella (Remix Version)

US 12", Promo
- A1 Uhh Ahh (Radio Edit) (Sequel Version)
- A2 Uhh Ahh (LP Version)
- A3 Uhh Ahh (Sequel Version W/French Girl)
- A4 Uhh Ahh (Remix Version)
- B1 Uhh Ahh (Pop Version)
- B2 Uhh Ahh (Acappella) (Sequel Version)
- B3 Uhh Ahh (Acappella) (Sequel Version W/French Girl)

Germany Vinyl, 7"
- A Uhh Ahh (LP Version) 3:50
- B Uhh Ahh (Instrumental) 3:33

Germany Maxi-CD
1. Uhh Ahh (Remix, Radio Edit) (Sequel Version) 4:13
2. Uhh Ahh (Remix) 4:50
3. Uhh Ahh (Remix, Pop Version) 4:06
4. Uhh Ahh (Remix, Sequel Version With French Girl) 4:50

## Позиции в чартах
| Чарт (1991)                   | Высшее место |
| ----------------------------- | ------------ |
| США Billboard Hot 100         | 16           |
| США Billboard Hot R&B Singles | 1            |

| Позиции в чарте к концу года (1992) | Место |
| ----------------------------------- | ----- |
| США Billboard Hot 100               | 84    |